# Lola Cars

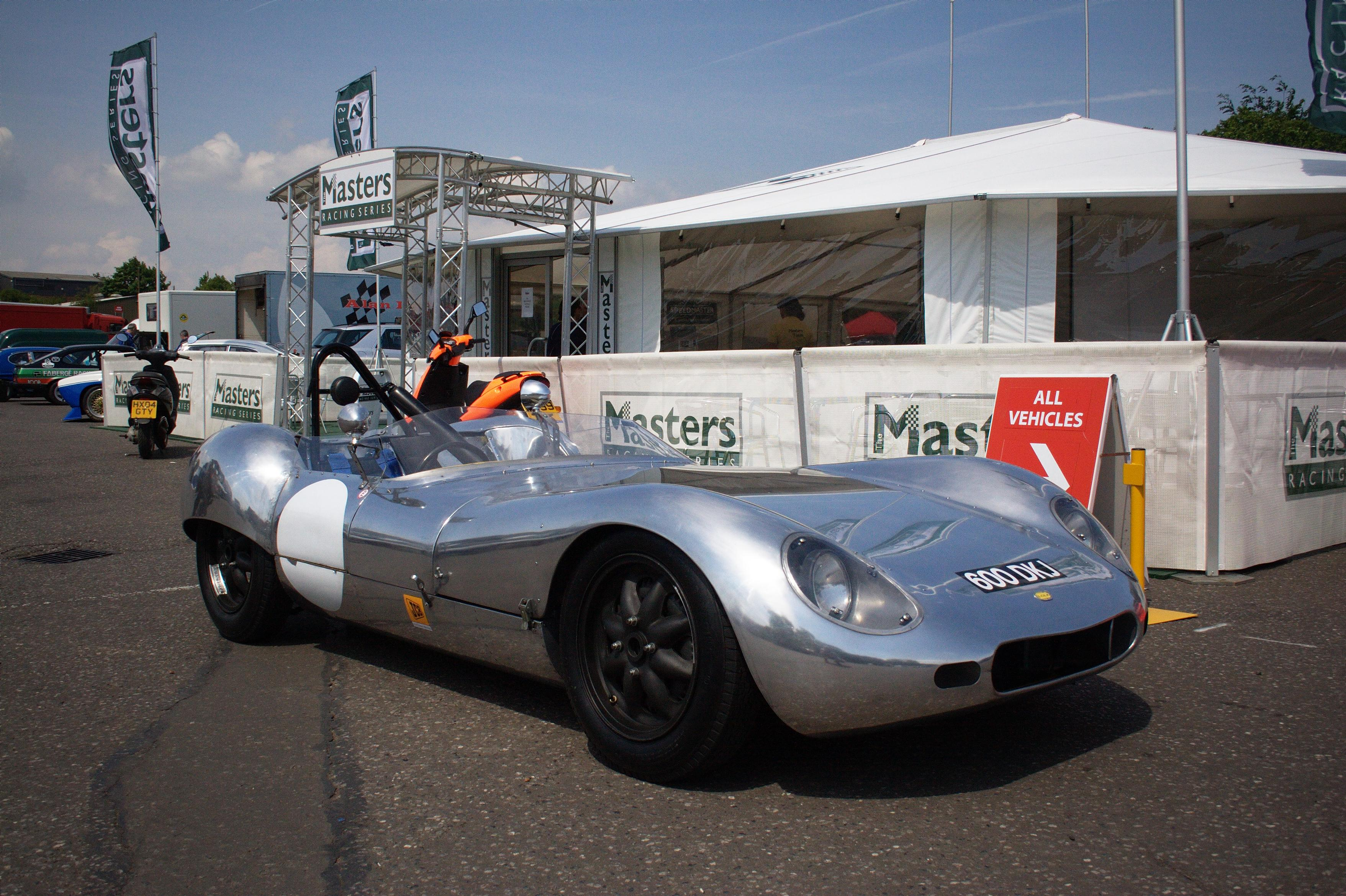
Pierwszy prototyp Loli, zbudowany w 1958 roku

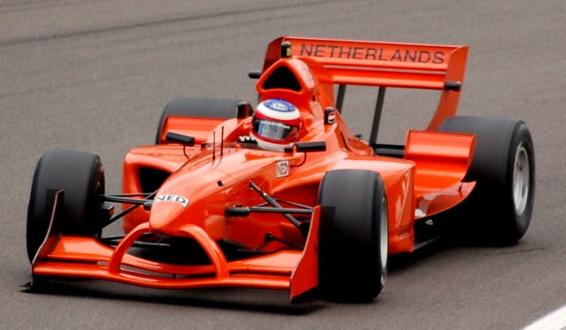
Bolid Loli przygotowany do wyścigów serii A1 Grand Prix z 2006 roku

Lola Cars – brytyjskie przedsiębiorstwo produkujące samochody wyścigowe. Założył je w 1958 roku Eric Broadley, a jego siedziba znajduje się w Huntingdon w Anglii. Obecnie jest częścią należącej do Martina Birrane’a Grupy Lola (Lola Group) w skład której wchodzą również Lola Composites oraz Lola Special Projects.
Lola zaczęła od budowy małych samochodów sportowych, ale z czasem coraz więcej serii wyścigowych korzystało z nadwozi Loli. Były to m.in. Formuła 1, Can-Am, Formuła 5000, CART, Formuła 3000 czy A1 Grand Prix.
W 1997 Lola po raz pierwszy wystawiła samodzielny zespół w Formule 1, ale po jednym Grand Prix wycofała się z rywalizacji w Formule 1. Ten krótki epizod w F1 sprawił, że Lola popadła w spore długi. Od bankructwa uratowało ją wykupienie przez irlandzkiego milionera Martina Birrane’a, dzięki któremu firma ponownie stanęła na nogi.
W sezonie 2010 Lola planowała powrót do Formuły 1, jednak jej zgłoszenie zostało odrzucone.
Firma ta pracuje obecnie nad innymi projektami nie związanymi ze sportem samochodowym. Branżą w której Lola zdobywa coraz większe doświadczenie jest produkcja bezzałogowych aparatów latających do zadań szpiegowskich i rozpoznawczych (projekt WATCHKEEPER). Dodatkowo zaprojektowano w tej firmie pojazd na IndyCar. Zwie się on Lola Concept.

## Formuła 1

### Bowmaker/Parnell

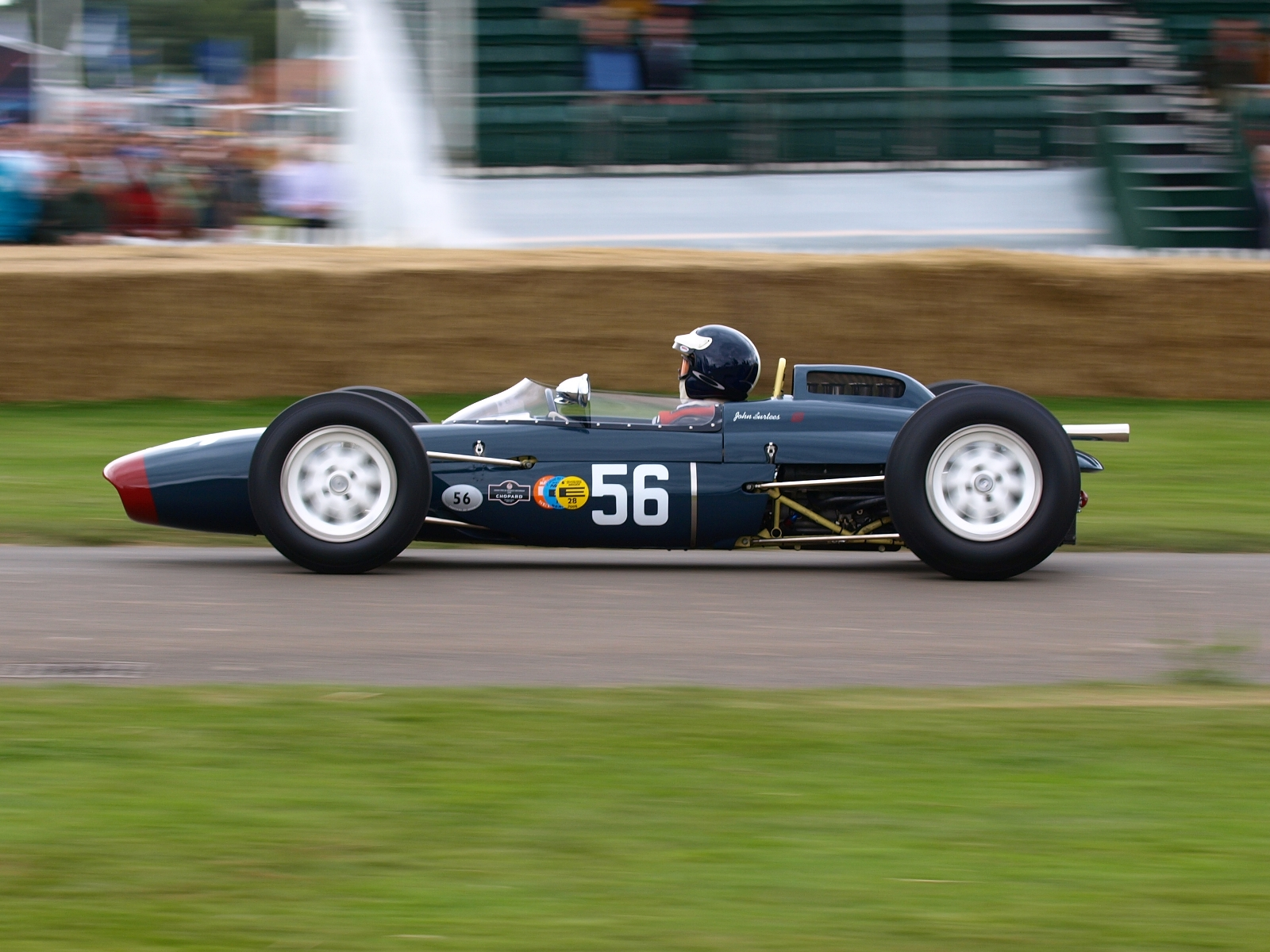
Lola Mk4

Pierwszym samochodem Loli w Formule 1 był model Mk4. Lola skonstruowała ten pojazd na zlecenie Bowmaker Racing Team, zespół będący własnością Rega Parnella. Samochód był napędzany przez silniki Climax, a jego kierowcami byli John Surtees i Roy Salvadori. W swoim debiucie w Mistrzostwach Świata Formuły 1, podczas Grand Prix Holandii 1962, Surtees zdobył pole position, ale nie ukończył wyścigu. W sezonie 1962 Mk4 zdobył dwa drugie miejsca, triumfował też w niewliczanym do klasyfikacji mistrzostw wyścigu 2000 Guineas.
W roku 1963 Bowmaker wycofał się ze sponsorowania zespołu Parnella, ale ten kontynuował zaangażowanie w Formułę 1. Ponieważ problemem samochodu było wyginanie, wspawano do niego dodatkowe panele i przemianowano na Mk4A. W Mistrzostwach Świata Formuły 1 samochód nie był konkurencyjny, ale wygrał kilka nieoficjalnych wyścigów, jak Grand Prix Nowej Zelandii czy Grand Prix Rzymu.

### BMW

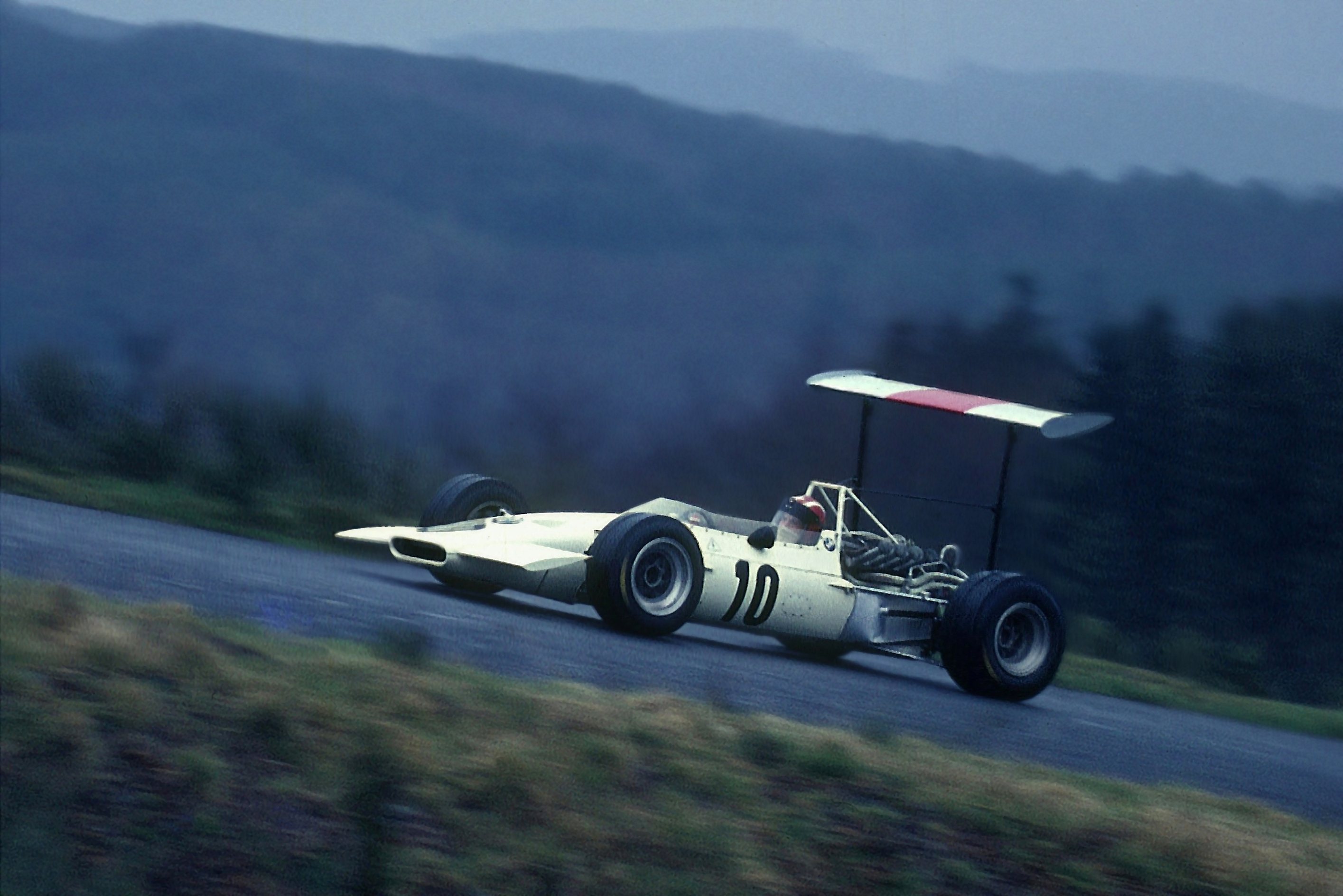
Lola T102

Firma BMW zleciła Loli na sezon 1967 skonstruowanie samochodu Formuły 2, który byłby napędzany silnikiem zaprojektowanym przez Ludwiga Apfelbecka. Ten silnik był stosunkowo słaby w porównaniu do konkurencyjnych jednostek Cosworth FVA. Jednostka ta była zawodna, wysoka, ciężka i powodowała problemy ze sterowaniem samochodem. Kierowcami Loli T100 byli Hubert Hahne i Jo Siffert. Najlepszym rezultatem było czwarte miejsce Hahne na torze Eifelrennen. Kierowca ten wystartował Lolą T100 także w Grand Prix Niemiec, ale nie ukończył tego wyścigu. Lola T100 została później sprzedana Johnowi Surteesowi.
Na 1968 rok Lola stworzyła dla BMW model T102, który opierał się na Loli T100, mając z tyłu dodaną ramę pomocnicza, dzięki której można było zastosować nowy czterozaworowy silnik BMW o pojemności 1600 cm³, który zastąpił jednostkę Apfelbecka. Model nigdy nie wygrał w Formule 2 (został także wystawiony na Grand Prix Niemiec) i w 1969 roku został zastąpiony przez BMW 269.

### Honda

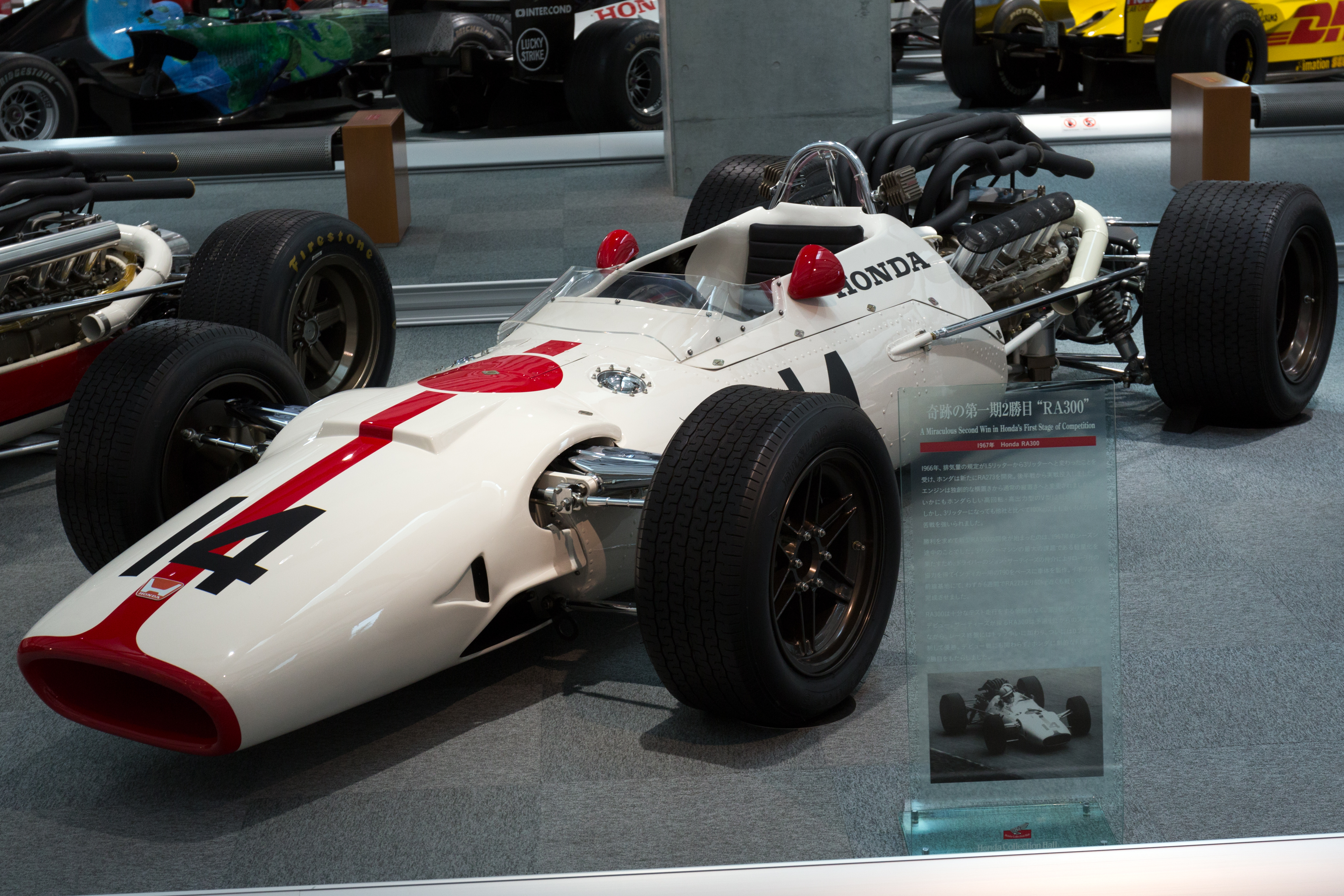
Honda RA300 (Lola T130)

W 1967 roku Honda postanowiła zastąpić mocny, ale bardzo ciężki model RA273 nowym. W tym celu w połowie sezonu japoński koncern poprosił Lolę o zaprojektowanie nowego podwozia. Projekt był gotowy w sześć tygodni. Nowy samochód, Honda RA300, był zwany także „Hondola”, a w wewnętrznym oznaczeniu Loli nosił nazwę T130. Samochód, napędzany nowym silnikiem V12 Hondy, był znacznie lżejszy od RA273. Samochód ten wygrał w swoim pierwszym wyścigu, Grand Prix Włoch 1967 we wrześniu, kiedy to liderującemu Clarkowi na ostatnim okrążeniu skończyło się paliwo, a John Surtees stoczył zaciętą walkę o zwycięstwo z Jackiem Brabhamem.
Na sezon 1968 Honda wystawiła model RA301 (Lola T180) z nowym silnikiem. RA301 znacznie przekraczał minimalny limit wagowy, ale zdołał wywalczyć dwa podia.

### Embassy Hill

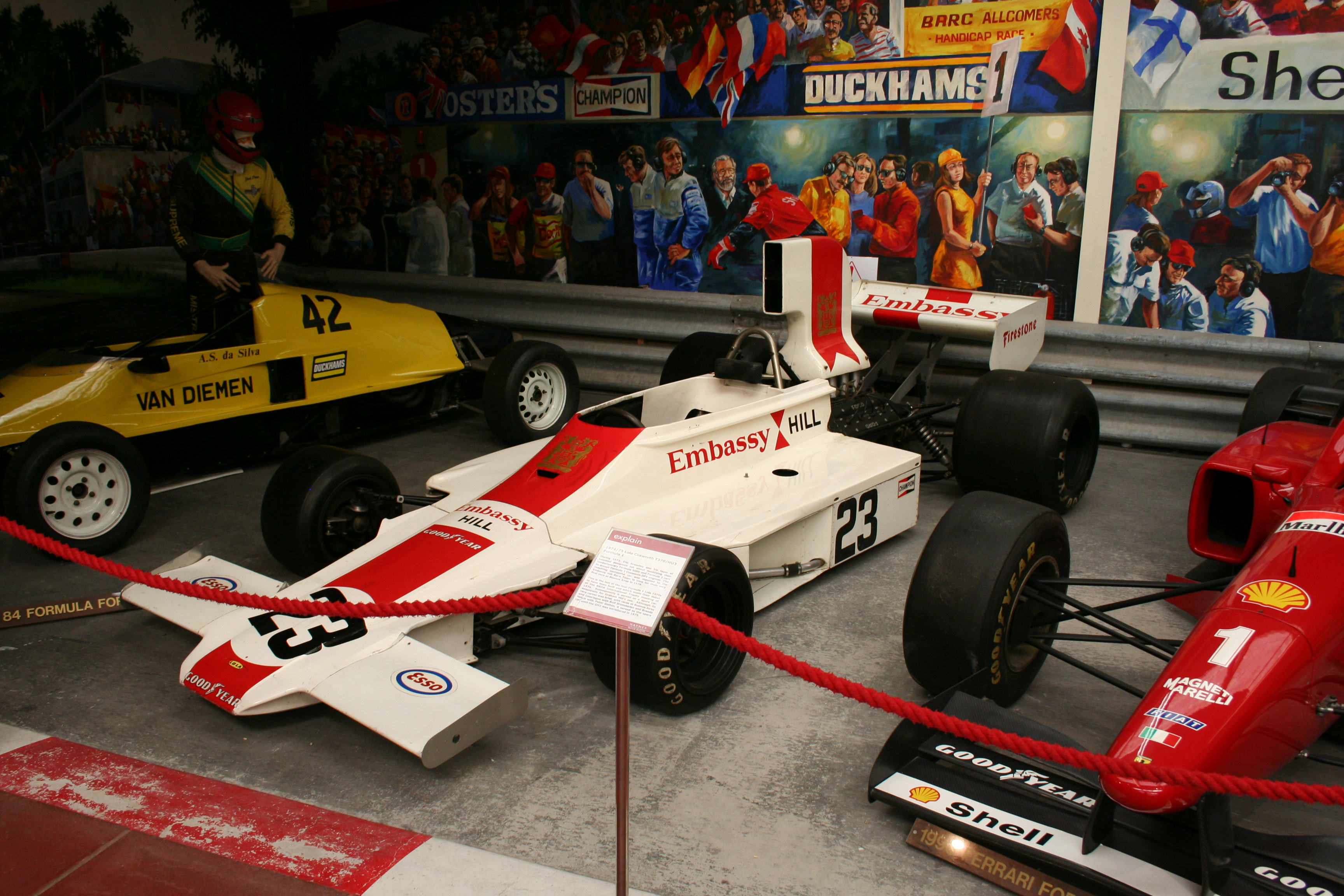
Lola T370

Pod koniec 1972 roku Graham Hill ze wsparciem firmy Embassy założył zespół Embassy Hill. W sezonie 1973 zespół bez sukcesów korzystał z Shadowów DN1. Na sezon 1974 Graham Hill zlecił Loli zbudowanie samochody Formuły 1. Lola T370 była oparta na projekcie samochodu Formuły 5000, a jej kierowcami byli Graham Hill i Guy Edwards, zastąpiony po wypadku przez Petera Gethina i Rolfa Stommelena. Samochód zdobył tylko jeden punkt.
Samochód był rozwijany przez zespół i na sezon 1975 przyjął oznaczenie T371, jednakże późniejsze wersje tak bardzo różniły się od pierwotnej, że przemianowano go na Hill GH1. Modelem GH1 kierowcy zdobyli łącznie trzy punkty. Zespół wycofał się z Formuły 1 po tym, gdy w listopadzie 1975 roku Graham Hill, Andy Smallman i Tony Brise zginęli w katastrofie lotniczej.

### Haas Lola

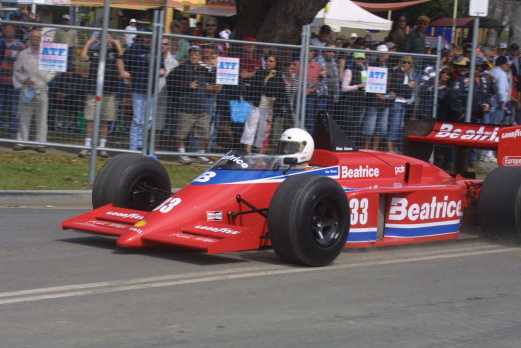
Lola THL1

Jesienią 1984 roku Carl Haas pozyskał nowego sponsora dla swojego zespołu IndyCar – koncern żywnościowy Beatrice Companies Inc., które zgodziło się również finansować zespół Formuły 1. Następnie Haas podpisał na wyłączność umowę z Fordem dotyczącą dostarczania przez amerykańską firmę silników V6 turbo. Zatrudnił także w charakterze kierowcy byłego mistrza świata, Alana Jonesa. Haas utworzył firmę Formula One Race Car Engineering (FORCE), która miała siedzibę w fabryce w Colnbrook, i zaczął zatrudniać pracowników – osobami odpowiedzialnymi za zespół byli dawni współpracownicy w McLarenie: Teddy Mayer i Tyler Alexander, zaś projektantami zostali Neil Oatley, John Baldwin i Ross Brawn. Z powodu długotrwałych powiązań Loli z Haasem samochody nazywały się „Lola”, chociaż brytyjska firma ani Eric Broadley nie mieli nic wspólnego z projektem, rozwojem i konstrukcją samochodu.
Silniki Ford V6T nie były gotowe na sezon 1985, więc Haas skorzystał z jednostek Hart turbo.
W lipcu 1985 z firmy Beatrice odszedł entuzjasta wyścigów James Dutt, co wywołało plotki, jakoby Beatrice nie uczestniczyło w programie. Pierwszy samochód – Lola THL1 – zadebiutował latem, i pod koniec sezonu Jones wziął nim udział w trzech Grand Prix, ale nie finiszował ani razu. THL1 uczestniczył także na początku roku 1986 do momentu, kiedy wprowadzono napędzany silnikami Forda model THL2. W tym samym roku Beatrice ogłosiło wycofanie się z Formuły 1. Na początku sezonu Tambay w starym modelu finiszował ósmy w Grand Prix Hiszpanii. Tymczasem THL2 z silnikiem Forda okazał się słaby i zawodny. Tambay opuścił Grand Prix Detroit z powodu kontuzji odniesionej w wypadku w Kanadzie; zastąpił go Eddie Cheever.
W czerwcu z Marcha przyszedł Adrian Newey i pod koniec sezonu wyniki poprawiły się, czego efektem były punkty zdobyte przez Jonesa i Tambaya. Haas próbował znaleźć pieniądze na starty w roku 1987, ale bez powodzenia, i w październiku sprzedał zespół Berniemu Ecclestone'owi. Alexander i Mayer podjęli pracę w USA, Oatley odszedł do McLarena, Newey do Marcha, a Brawn do Arrowsa. Fabryka FORCE była użyta później jako baza produkcyjna Alf Romeo 164 Celebrity Challenge. W 1989 Ecclestone sprzedał fabrykę Marchowi. Od 1990 fabryka była używana do budowy samochodów Ralt w Formule 3 i Marchów w IndyCar.

### Larrousse

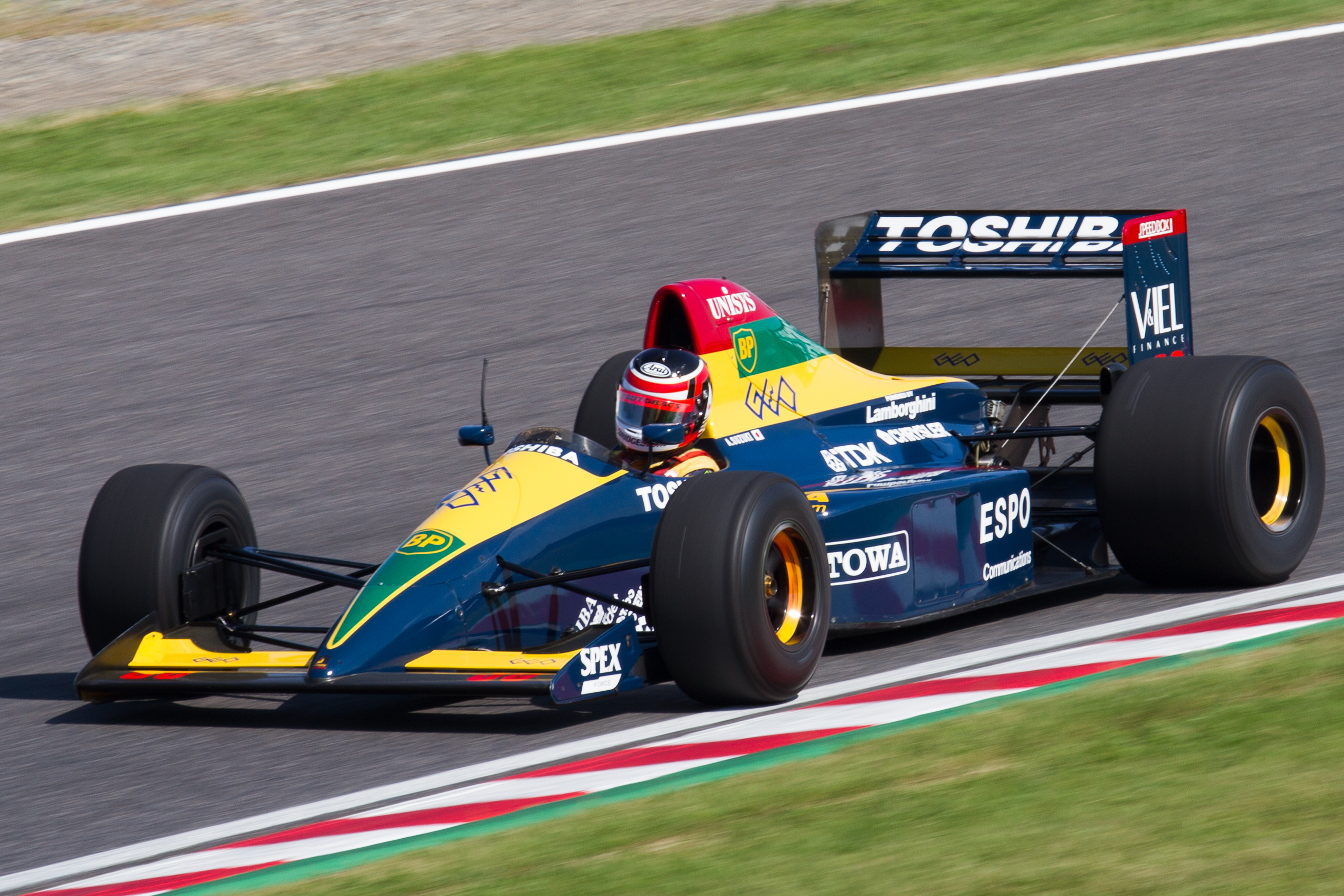
Lola LC90

W 1987 roku Gérard Larrousse i Didier Calmels założyli zespół wyścigowy Larrousse-Calmels z bazą w Antony. Na ich prośbę Eric Broadley i Ralph Bellamy zaprojektowali napędzaną silnikiem Ford Cosworth DFZ Lolę LC87. Zespół rozpoczął rywalizację w sezonie 1987 z jednym samochodem dla Philippe’a Alliota, a pod koniec roku wystawiono także drugi, dla Yannicka Dalmasa. W tym czasie Larrousse podpisał trzyletni kontrakt z Lolą, a z Zakspeeda przybył projektant Chris Murphy. Zespół zapewnił sobie także silniki Lamborghini V12 na sezon 1989.
We wrześniu 1988 roku zespół zatrudnił francuskiego inżyniera Gérarda Ducarouge'a, ale wiosną 1989 Calmels został aresztowany za użycie broni palnej w stosunku do żony, za co otrzymał karę siedmiu lat więzienia. Na sezon 1989 Dalmasa, który zachorował na chorobę legionistów, zastąpił Éric Bernard, a następnie Michele Alboreto. Ze względu na sprzedaż 50% udziałów w zespole japońskiemu koncernowi Espo partnerem Bernarda w sezonie 1990 został Aguri Suzuki. W tym samym czasie zespół przeniósł się z Antony do Signes.
W roku 1990 Suzuki podczas Grand Prix Japonii zdobył pierwsze podium dla zespołu Larrousse, który ukończył sezon na szóstym miejscu w klasyfikacji konstruktorów. Ponieważ jednak Larrousse fałszywie oświadczył, jakoby jest konstruktorem samochodu, podczas gdy była nim Lola, FIA odebrała zespołowi punkty. Ponadto Lamborghini ogłosiło, że w sezonie 1991 zmienia klienta, którym będzie Ligier.
Larrousse podpisało z Brianem Hartem umowę na dostarczanie silników, ale we wczesnej części 1991 roku Espo wycofało się ze sponsorowania zespołu, przez co miał on problemy finansowe. Wskutek tego w lipcu zwrócił się do sądu o ochronę przed wierzycielami. Udziały w zespole zakupiła japońska firma Central Park, ale wkrótce później odszedł Ducarouge. Nie powiodły się próby połączenia Larrousse’a z AGS. Po sezonie 1991 Lola oraz Hart – którym Larrousse był dłużny pieniądze – zakończyli współpracę z francuskim zespołem.
Od 1992 zespół konstruował własne samochody (w 1992 roku pod nazwą Venturi). Larrousse upadł po sezonie 1994.

### BMS Scuderia Italia
Włoski zespół BMS Scuderia Italia zadebiutował w Formule 1 w 1988 roku i do sezonu 1992 korzystał z samochodów Dallara. Po 1992 roku właściciel zespołu, Giuseppe Lucchini, zrezygnował z modeli tej firmy orzekając, że nie są wystarczająco konkurencyjne, i poprosił Lolę o skonstruowanie samochodu na sezon 1993. Efektem współpracy był model T93/30, napędzany silnikami Ferrari. BMS Scuderia Italia pozyskał finansowe wsparcie marki Chesterfield, a na kierowców wybrał Michele Alboreto i Lukę Badoera. Samochód był powolny i nie zdobył ani punktu, a najlepszym rezultatem było siódme miejsce Badoera podczas Grand Prix San Marino. Po sezonie zespół wycofał się z Formuły 1, łącząc się z Minardi.

### MasterCard Lola

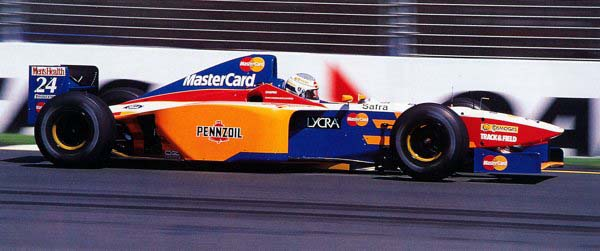
Lola T97/30

W 1996 roku Eric Broadley pozyskał wsparcie finansowe firmy MasterCard i postawił sobie za cel debiut Loli jako samodzielnego zespołu Formuły 1 w sezonie 1998. Pieniądze do zespołu trafiać miały dzięki użytkownikom MasterCard, biorących udział w specjalnych programach, które nie przynosiły jednak zakładanych zysków. Ponadto w listopadzie amerykański koncern zadecydował, że zespół powinien wystartować już w sezonie 1997.
Zespół podjął więc pospieszne prace nad modelem T97/30, przy projektowaniu którego z braku czasu nie korzystano z tunelu aerodynamicznego. Samochód ten opierał się na modelach używanych w serii IndyCar. Kierowcami zostali Ricardo Rosset i Vincenzo Sospiri.
Problemami samochodu była aerodynamika, docisk, balans samochodu i powolność, co uwydatniło się podczas debiutu modelu podczas Grand Prix Australii. W treningach kierowcy Loli często tracili do zwycięzców ponad dziesięć sekund. W trakcie kwalifikacji ich zwycięzca, Jacques Villeneuve, ustanowił czas 1:29,369. Najlepszy rezultat Sospiriego wynosił 1:40.972, a Rosseta – 1:42.086, co oznaczało, że kierowcy ci nie zmieścili się w limicie 107% i nie zakwalifikowali się do wyścigu.
Przed Grand Prix Brazylii Eric Broadley poinformował o zakończeniu działalności zespołu ze skutkiem natychmiastowym z powodu problemów finansowych i technicznych. Sześć milionów funtów długu, które wygenerowała działalność zespołu, przyczyniły się do przejęcia Loli przez zarząd komisaryczny. Przed bankructwem uratował ją jej zakup przez Martina Birrane’a.

### Zarzucone projekty i samochody testowe
Lola zaprojektowała kilka samochodów Formuły 1, które nigdy nie wzięły udziały w wyścigu.
Jednym z takich modeli była Lola THL3. Był to pierwszy samodzielny projekt Adriana Neweya, nadzorowany jednakże przez Rossa Brawna i Neila Oatleya. Prace nad samochodem zostały przerwane, gdy zespół Haas Lola został zamknięty pod koniec 1986 roku.
W latach 1994–1995 Allan McNish testował napędzaną silnikiem Forda Lolę T95/30. Założeniem Loli było dostanie się do Formuły 1, a testy modelem T95/30 miały przyciągnąć sponsorów. Ten zaprojektowany przez Juliana Coopera i Chrisa Saundersa samochód nie był zgodny z regulaminem technicznym Formuły 1. Lola zarzuciła testowanie modelu z przyczyn finansowych.
W 2009 roku Lola zgłosiła się jako jeden z kandydatów na nowy zespół w sezonie 2010. Jeszcze przed potwierdzeniem aplikacji przez FIA Lola rozpoczęła prace nad modelem B10/30, czego owocem był model w skali 50%. Z założenia napędzany jednostkami Cosworth, był on testowany przez dziesięć dni w tunelu aerodynamicznym. Po odrzuceniu wniosku Loli zaprzestano prac nad projektem.

## Wyniki w Formule 1
| Sezon | Zespół                                               | Samochód             | Opony | Silnik      | Kierowcy | Msc. | Pkt. |
| ----- | ---------------------------------------------------- | -------------------- | ----- | ----------- | --- | ---- | ---- |
| 1962  | Bowmaker Racing Team                                 | Lola Mk4 Lola Mk4A   | D     | Climax      | John Surtees Roy Salvadori                                                                                  | 4    | 19   |
| 1963  | Reg Parnell Racing DW Racing Enterprises Tim Parnell | Lola Mk4 Lola Mk4A   | D     | Climax      | Maurice Trintignant Chris Amon Lucien Bianchi Mike Hailwood Masten Gregory Bob Anderson John Campbell-Jones | 9    | 0    |
| 1967  | Bayerische Motoren Werke AG                          | Lola T100            | D     | BMW         | Hubert Hahne                                                                                                | NS   | 0    |
| 1968  | Bayerische Motoren Werke AG                          | Lola T102            | D     | BMW         | Hubert Hahne                                                                                                | 13   | 0    |
| 1974  | Embassy Racing with Graham Hill                      | Lola T370            | F     | Ford        | Graham Hill Guy Edwards Peter Gethin Rolf Stommelen                                                         | 12   | 1    |
| 1975  | Embassy Racing with Graham Hill                      | Lola T370 Lola T371  | G     | Ford        | Graham Hill Rolf Stommelen                                                                                  | 17   | 0    |
| 1985  | Team Haas (USA) Ltd                                  | Lola THL1            | G     | Hart        | Alan Jones                                                                                                  | NS   | 0    |
| 1986  | Team Haas (USA) Ltd                                  | Lola THL1 Lola THL2  | G     | Hart Ford   | Alan Jones Patrick Tambay Eddie Cheever                                                                     | 13 8 | 0 6  |
| 1987  | Larrousse Calmels                                    | Lola LC87            | G     | Ford        | Yannick Dalmas Philippe Alliot                                                                              | 9    | 3    |
| 1988  | Larrousse Calmels                                    | Lola LC88            | G     | Ford        | Yannick Dalmas Aguri Suzuki Pierre-Henri Raphanel Philippe Alliot                                           | 11   | 0    |
| 1989  | Larrousse Calmels Equipe Larrousse                   | Lola LC88B Lola LC89 | G     | Lamborghini | Yannick Dalmas Éric Bernard Michele Alboreto Philippe Alliot                                                | 16   | 1    |
| 1990  | Espo Larrousse F1                                    | Lola LC89B Lola LC90 | G     | Lamborghini | Éric Bernard Aguri Suzuki                                                                                   | 6    | 11   |
| 1991  | Larrousse F1                                         | Lola LC91            | G     | Ford        | Éric Bernard Bertrand Gachot Aguri Suzuki                                                                   | 11   | 2    |
| 1993  | Lola BMS Scuderia Italia                             | Lola T93/30          | G     | Ferrari     | Michele Alboreto Luca Badoer                                                                                | 12   | 0    |
| 1997  | MasterCard Lola F1 Team                              | Lola T97/30          | B     | Ford        | Vincenzo Sospiri Ricardo Rosset                                                                             | NS   | 0    |